# Mantispa loveni
Mantispa loveni är en insektsart som först beskrevs av Navás 1928.  Mantispa loveni ingår i släktet Mantispa och familjen fångsländor. Inga underarter finns listade i Catalogue of Life.